# Uintatheriidae
Uintatheriidae é uma família de mamíferos extintos da ordem Dinocerata. Seu registro fóssil estende-se do Paleoceno ao Eoceno da Ásia e da América do Norte.

## Classificação
McKenna e Bell (1997) dividiram a família em duas subfamílias, Uintatheriinae: contendo os gêneros Prodinoceras, Bathyopsis, Uintatherium, Eobasileus e Tetheopsis, e a Gobiatheriinae: com o Gobiatherium. Lucas e Schoch (1998) classificam o gênero Prodinoceras em sua própria família, a Prodinoceratidae.
Gêneros incluídos na família:
- †Prodinoceras Matthew, Grander & Simpson, 1929
- †Bathyopsis Cope, 1881
- †Uintatherium Leidy, 1872
- †Tetheopsis Cope, 1885
- †Eobasileus Cope, 1872
- †Gobiatherium Osborn & Granger 1932